# Jamberoo johnnoblei
Jamberoo johnnoblei là một loài nhện trong họ Stiphidiidae.
Loài này thuộc chi Jamberoo. Jamberoo johnnoblei được M.R. Gray & H. M. Smith miêu tả năm 2008.